# Amphithéâtre (Afrique du sud)
Pour les articles homonymes, voir Amphithéâtre (homonymie).
L'Amphithéâtre est une formation rocheuse située dans le nord de la chaîne de montagnes du Drakensberg, dans la province du KwaZulu-Natal en Afrique du Sud. Considéré comme l'un des panoramas les plus spectaculaires du monde, la falaise de l'Amphithéâtre est environ dix fois plus large que le célèbre El Capitan du parc national de Yosemite. Il fait partie du parc national du Royal Natal.
L'Amphithéâtre mesure plus de 5 kilomètres de long sur 1 220 mètres de haut. Le sommet culmine à plus de 3 050 mètres d'altitude. Les chutes de la Tugela, les deuxièmes plus hautes du monde, plongent de plus de 948 mètres depuis la falaise de l'Amphithéâtre. C'est un paradis pour les randonneurs expérimentés.
Le site a servi de décor au tournage du film Zoulou avec Michael Caine.

## Articles annexes
- Tugela
- Drakensberg